# Lohara Sahaspur
|  | No s'ha de confondre amb Lohara. |

Lohara Sahaspur fou un estat tributari protegit del tipus zamindari al districte de Raipur a les Províncies Centrals actualment Chhattisgarh. Estava formart per 85 pobles amb una superfície de 510 km², i població el 1881 de 19.748 habitants. La major part de l'estat estava al peu de les muntanyes Saletekri, era fèrtil i estava ben cultivat; la resta era muntanya i jungla. El zamindari estava emparentat a les famílies Kawarda i Pandaria.